# Carmen Ibáñez
Carmen Patricia Ibáñez Soto (Valparaíso, 7 de febrero de 1959) es una exconductora de televisión y política chilena. Fue diputada por el distrito de Valparaíso entre 2002 y 2006; embajadora de Chile en Grecia entre 2010 y 2013; y agregada cultural de la embajada de Chile en Argentina hasta octubre de 2019.

## Biografía
Es hija del exdiputado Arturo Ibáñez Ceza y Eliana del Carmen Soto Klauss. Estudió en el Santiago College y después siguió Comunicación Social en la Escuela de Eduardo Ravani.
A los 17 años se casó con el fundador del Partido Nacional, Domingo Godoy Matte, con quien tuvo tres hijos: el diputado Joaquín Godoy, la historiadora Carmen Godoy y la periodista María Luisa Godoy. Carmen después se casó con el empresario del grupo Luksic Gonzalo Menéndez.
Desarrolló una carrera en medios de comunicación, tales como Televisión Nacional de Chile, Red Televisión y Revista Cosas. En los ochenta protagonizó un recordado comercial de Viña Concha y Toro que le valió el apodo de "La regalona" y fue jurado del Festival de Viña del Mar.
Desde 1992 conduce el programa Carmen Ibañez conversa con... en Radio Agricultura, los días sábados a mediodía.

## Carrera política
Fue diputada entre 2001 y 2005, electa con 32.113 votos correspondiente al 24,68 % por el distrito 13 de (Valparaíso, Juan Fernández e Isla de Pascua). Conocida por él eslogan que utilizó en su campaña con el apodo de "La Regalona", apodo que nació en un comercial de Vino en los años ochenta.
El año 2005 se presentó como precandidata a senadora por la circunscripción de Santiago Poniente. Debido a su baja adhesión, Renovación Nacional cambió su candidatura por la del empresario Roberto Fantuzzi. Finalmente postuló a diputada por el distrito 22 de Santiago obteniendo 16.711 votos, correspondiente al 14,53 %, no resultando elegida.
En las elecciones parlamentarias de 2009, se presentó como candidata por el Distrito 15 (Algarrobo, Cartagena, Casablanca, El Quisco, El Tabo, San Antonio y Santo Domingo), sin embargo fue derrotada por la UDI María José Hoffmann y el DC Víctor Torres Jeldes.
El año 2010, se trasladó a Atenas como embajadora (política) del Gobierno de Sebastián Piñera en Grecia, donde estuvo hasta el 31 de enero de 2013. En diciembre de 2013 renunció a Renovación Nacional tras 13 años de militancia. En 2014 anunció su incorporación a Amplitud.
En 2018 fue nombrada agregada cultural de la embajada de Chile en Argentina, cargo que ejerció hasta octubre de 2019, durante el Segundo gobierno de Sebastián Piñera.

## Historial electoral

### Elecciones parlamentarias de 2001
- Elecciones parlamentarias de 2001 a Diputado por el distrito 13 (Valparaíso, Isla de Pascua y Juan Fernández) [5]

### Elecciones parlamentarias de 2005
- Elecciones parlamentarias de 2005 a Diputado por el distrito 22 (Santiago) [6]

### Elecciones parlamentarias de 2009
- Elecciones parlamentarias de 2009 a Diputado por el distrito 15 (Algarrobo, Cartagena, Casablanca, El Quisco, El Tabo, San Antonio y Santo Domingo) [7]

### Elecciones parlamentarias de 2021
- Elecciones parlamentarias de 2021 a Diputados por el distrito 7 (Algarrobo, Cartagena, Casablanca, Concón, El Quisco, El Tabo, Isla de Pascua, Juan Fernández, San Antonio, Santo Domingo, Valparaíso y Viña del Mar)[8]